# Ácido 2,4,6-trinitrobenzoico
O ácido 2,4,6-trinitrobenzoico é um composto orgânico aromático que apresenta-se como um sólido que forma cristais ortorrômbicos com um ponto de fusão de 228 ° C. É derivado a partir tanto do ácido benzóico como do nitrobenzeno. A estrutura consiste em um anel de benzeno com um grupo carboxila (-COOH) e três grupos nitro (-NO2) anexos, como substituintes.

## Obtenção
É obtido a partir do 2,4,6-trinitrotolueno (TNT) por oxidação com dicromato de sódio e ácido sulfúrico.